# トマス・エイキンズ
トマス・エイキンズ（Thomas Eakins, 1844年7月25日 - 1916年6月25日）は、アメリカ合衆国の画家・写真家・彫刻家である。実写主義を追求し、アメリカ近代美術の父と呼ばれることもある。

## 生涯
フィラデルフィア出身。カリグラフィーの教師だった父の仕事ぶりを見て育つ。ペンシルベニア美術アカデミーで学び、1864年から1865年までジェファーソン・メディカル・カレッジ (現在のシドニー・キンメル医科大学) で解剖学を学ぶ。当初は父と同じ職に就くつもりだったが、科学分野に対する興味から次第に医者を志す。1866年から1870年までパリに渡ると、ジャン＝レオン・ジェロームに師事する。
フィラデルフィアに戻り1878年から母校のペンシルベニア美術アカデミーの教師となるが、考え方を急進的と見なされてしばしば攻撃の的にされた。美術の授業にヌードモデルを使うべきだと主張、ついに1886年には女生徒に男性ヌードを描かせたとして解雇されてしまう。弟子にジェシー・ウィルコックス・スミスがいる。
リアリズムの飽くなき探求から解剖学も学んでいる。1875年には代表作といわれる「グロス・クリニック」を描き、解剖のシーンを扱ったため物議をかもした。この作品は長く母校ジェファーソン・メディカル・カレッジが所有し、2007年にペンシルベニア美術アカデミーとフィラデルフィア美術館の共同所有として6800万アメリカドルで手放した。現在は複製画を掲示している。

## 作品

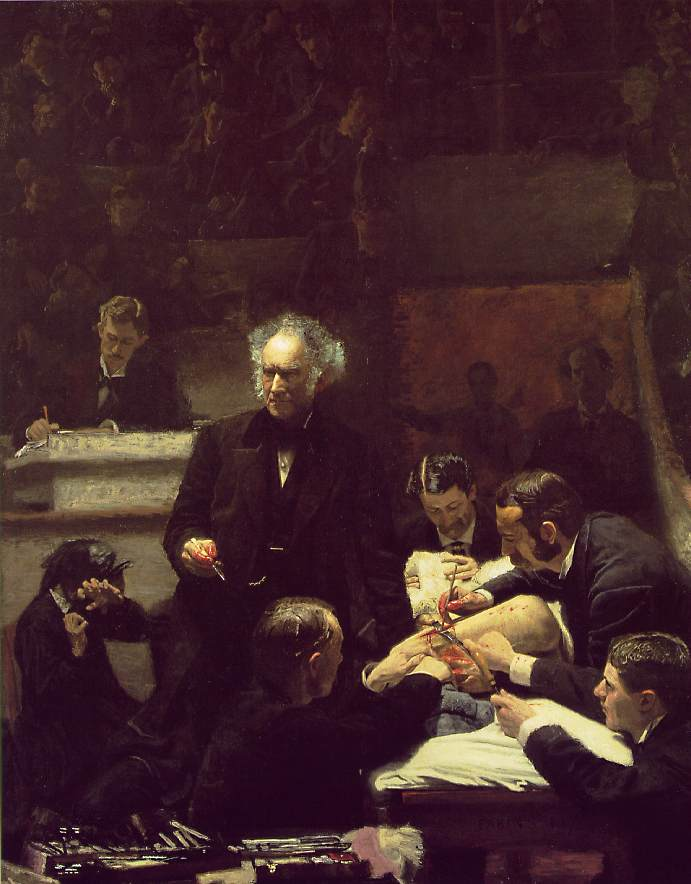
「グロス・クリニック」(1875年) ペンシルベニア美術アカデミー・フィラデルフィア美術館

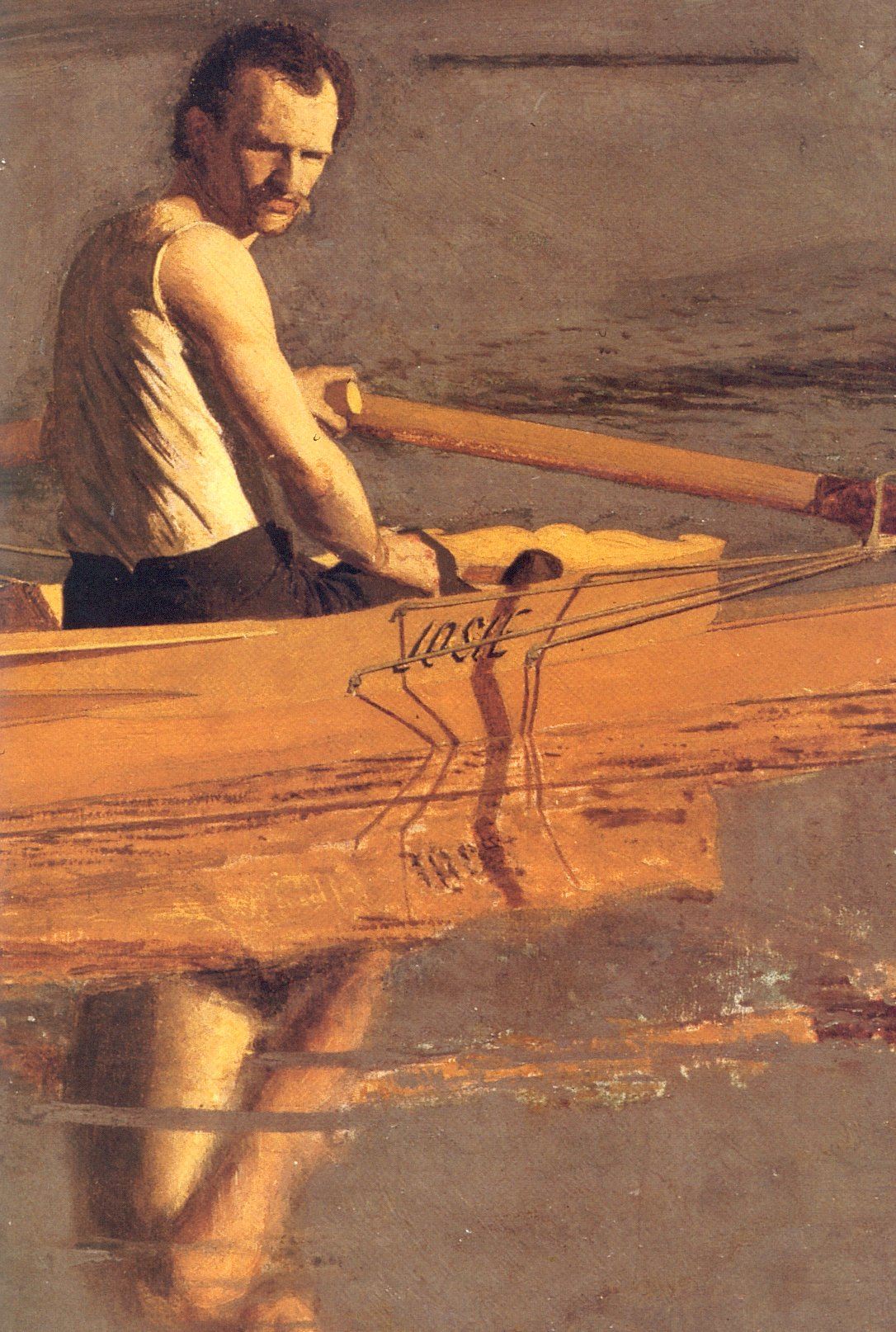
「スカルを漕ぐマックス・シュミット」部分 (1871年) メトロポリタン美術館

- 「スカルの中のマックス・シュミット」(1871年) メトロポリタン美術館
- 「The Biglin Brothers Racing」 (1873年) ナショナル・ギャラリー (ワシントン)
- 「Starting Out After Rail」 フィラデルフィア美術館
- 「グロス・クリニック」 (1875年)　フィラデルフィア美術館、ペンシルベニア美術アカデミー
- 「深みの水泳」 (1884年–1885年) エーモン・カーター美術館
- 「ヴァン・ビューレン嬢」Miss Van Buren (1886年) フィリップ・コレクション
- 「メアリー・A・ウィリアムズ」Mary Adeline Williams (1899年) シカゴ美術館
- 「考える人」(1900年) メトロポリタン美術館

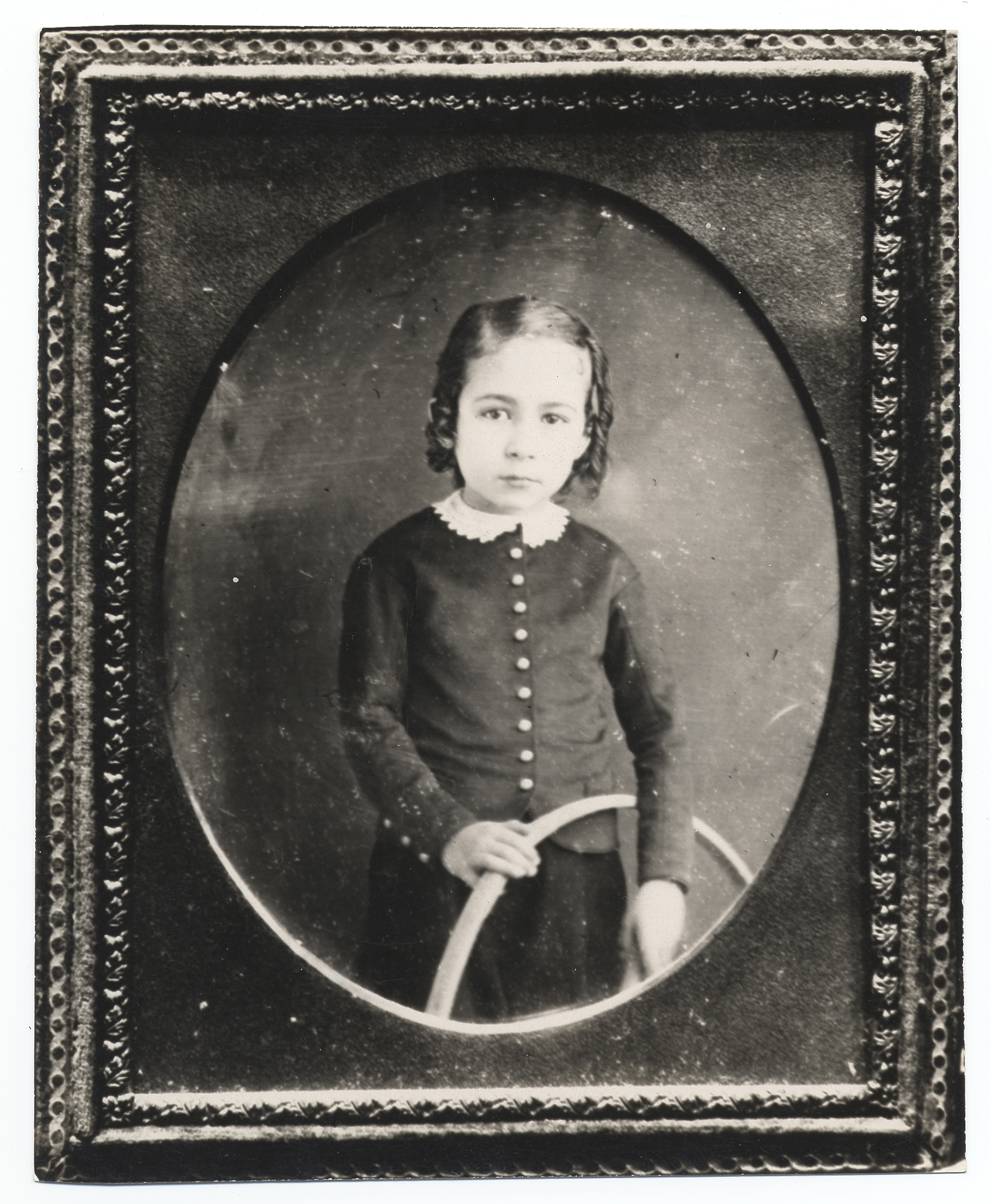
6歳のエイキンズ
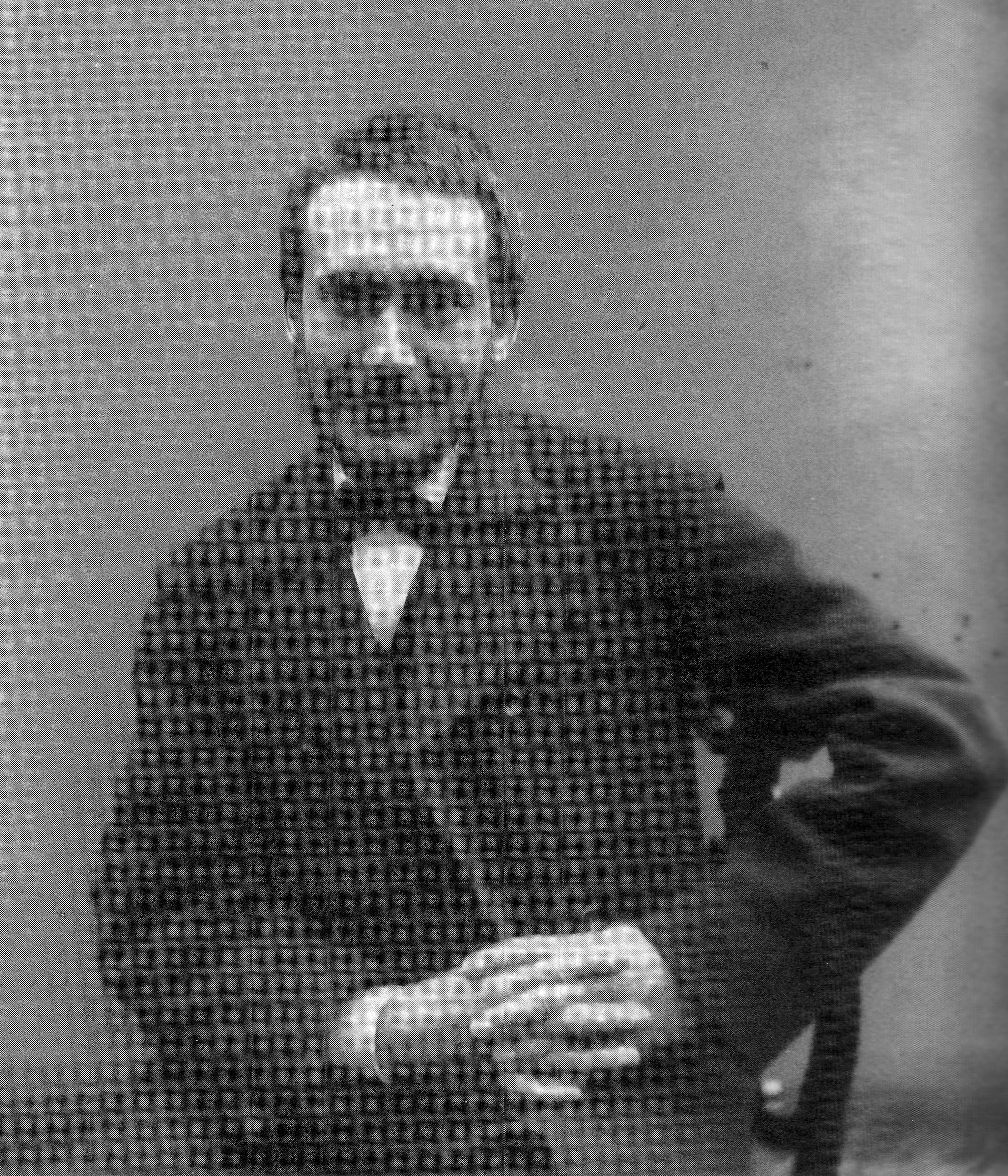
1882年頃もしくは35歳から40歳頃のエイキンズ
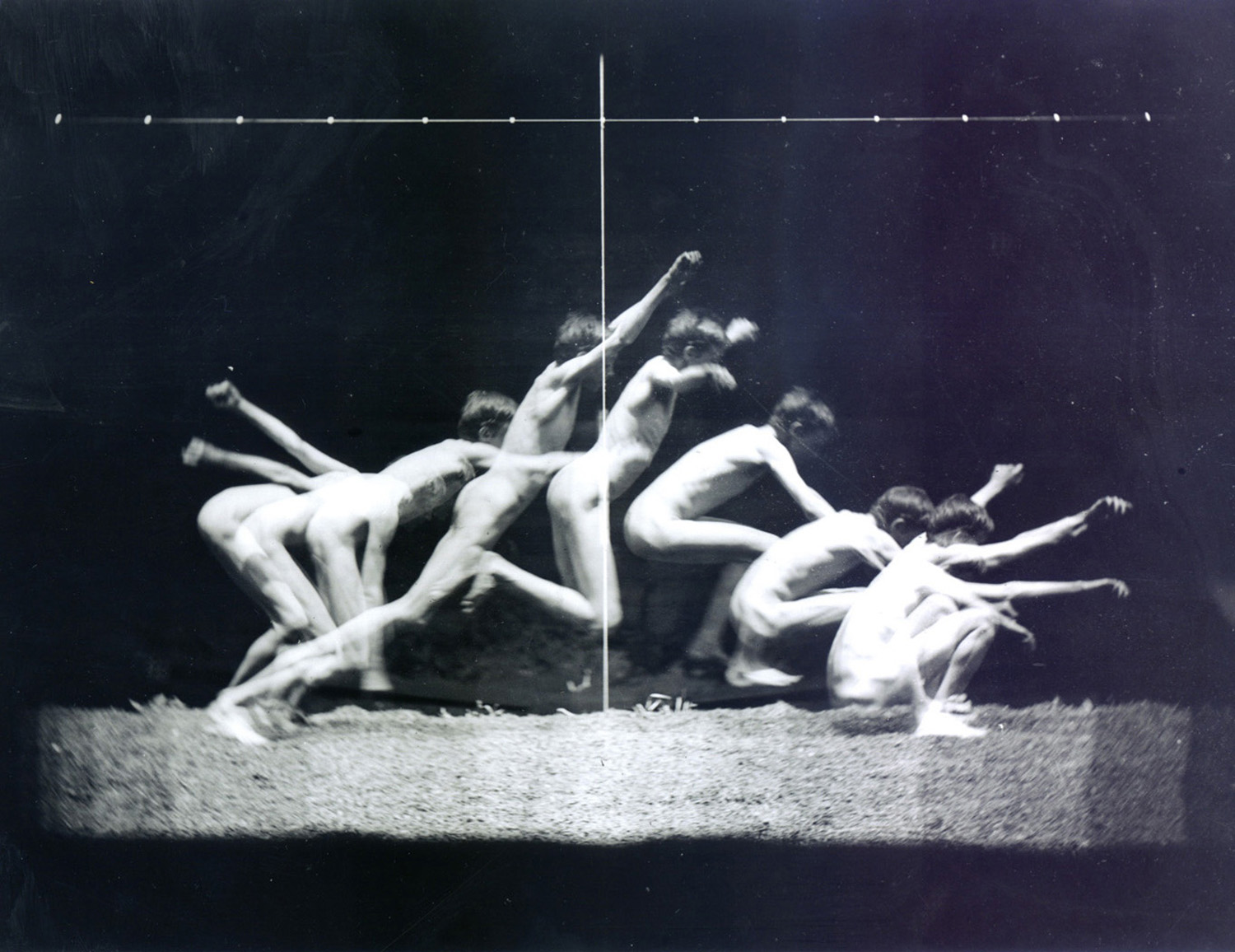
人体と運動。エイキンズ撮影
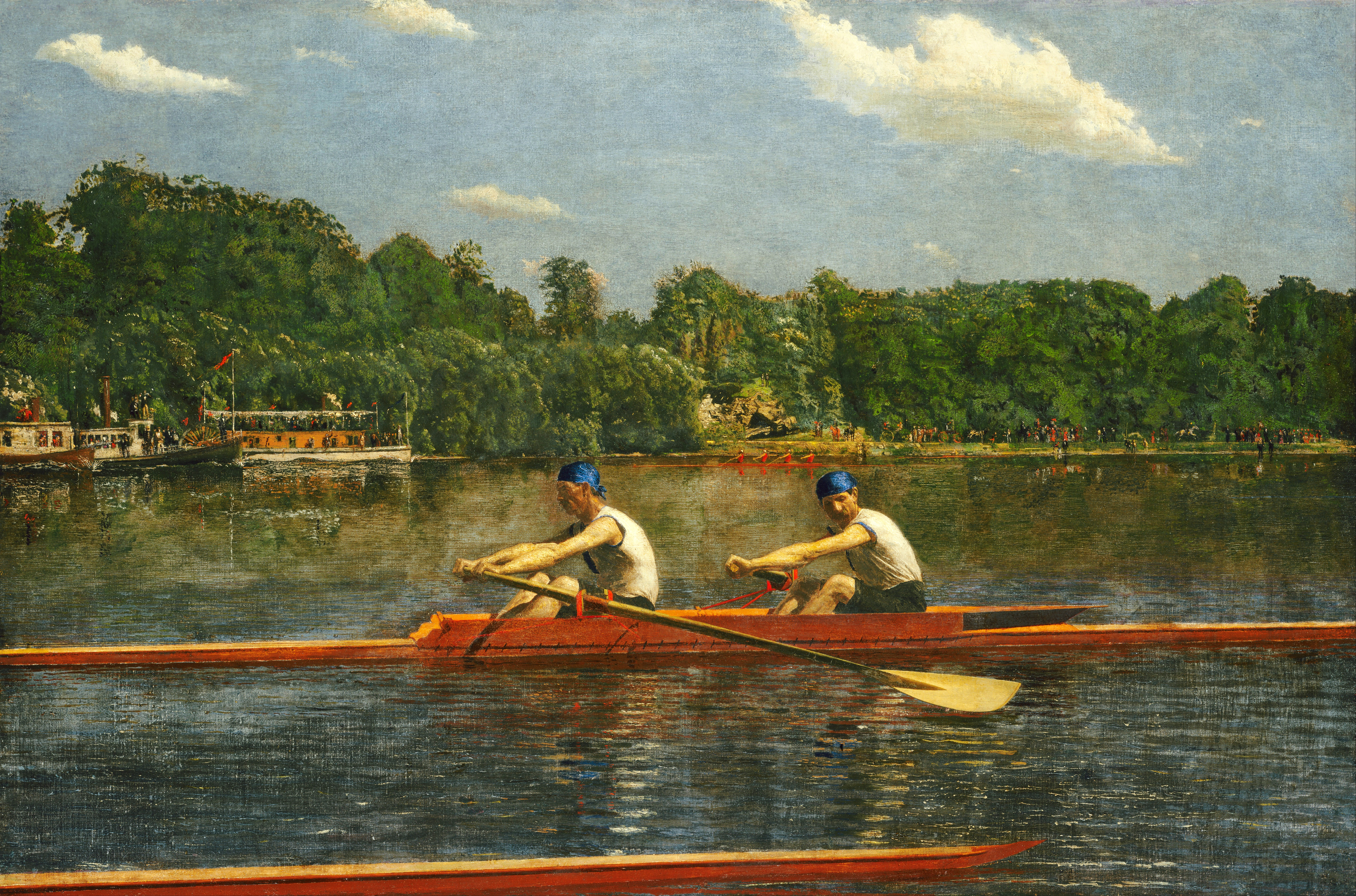
「The Biglin Brothers Racing」 (1873年) ナショナル・ギャラリー (ワシントン)
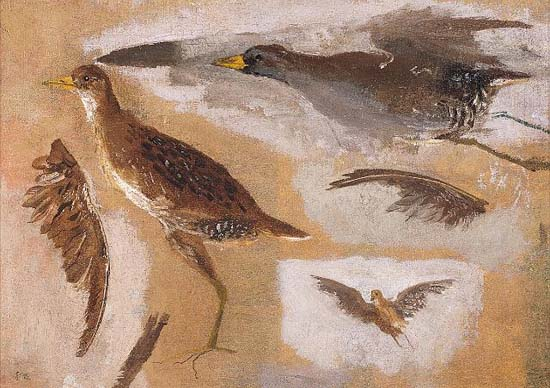
「猟のえもの」 (1874年頃) バージニア州立美術館
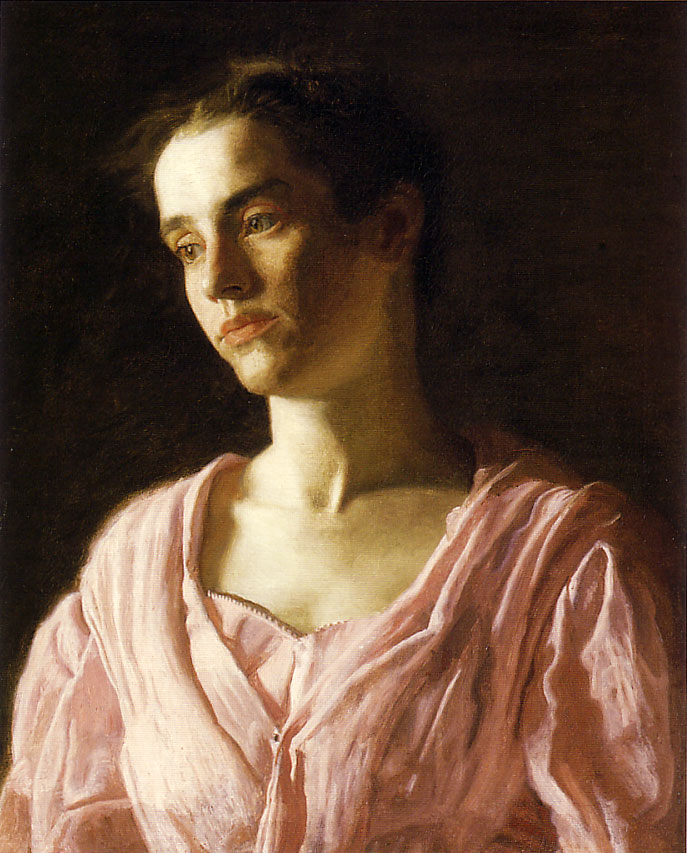
「モード・クックの肖像」(1895年) イエール大学美術館
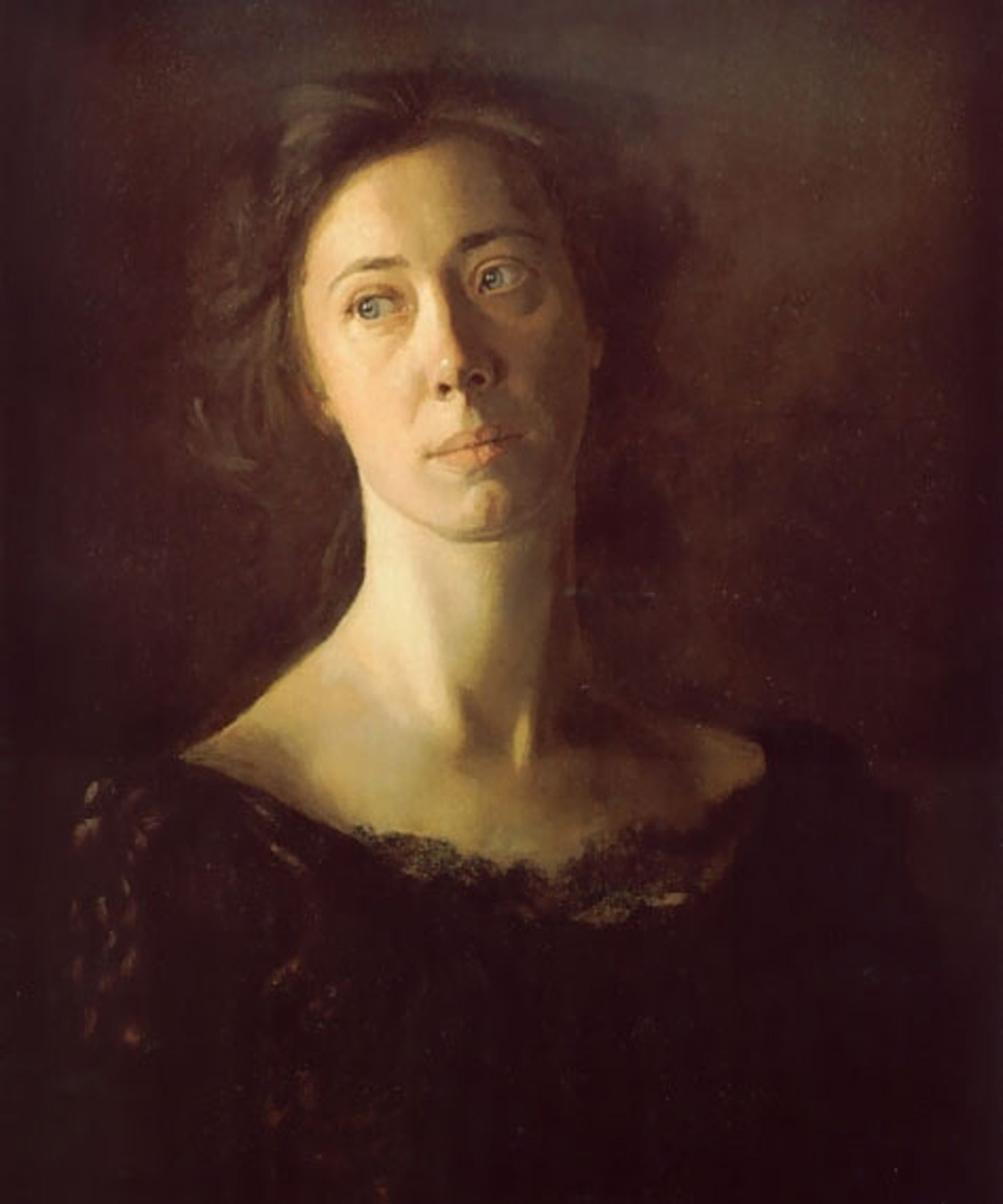
「クララ・エイキンズ」 (1890年頃) オルセー美術館

## 参考文献

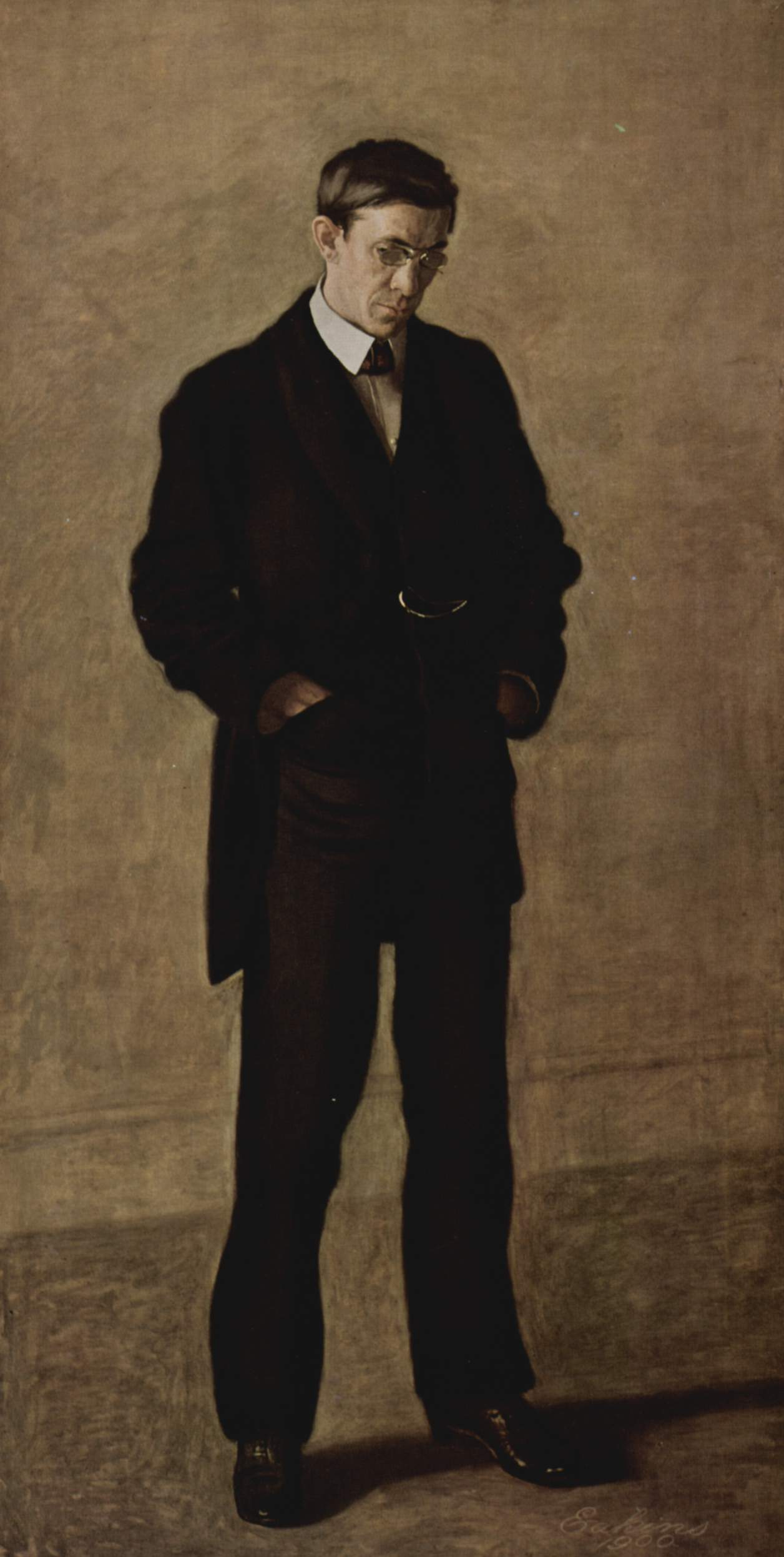
「考える人」(1900年) メトロポリタン美術館

## 関連資料
- Memorial exhibition of the works of the late Thomas Eakins s. Pennsylvania Academy of the Fine Arts. (1918). OCLC 860832327 第1回回顧展は1917年12月23日から1918年1月13日まで、ペンシルベニア美術アカデミーで開催。
- Parry, III, Ellwood C; Stubbs, Robert; ACA Galleries, New York; Olympia Galleries, Philadelphia, Atlanta (1981). Photographer Thomas Eakins. フィラデルフィア: Olympia Galleries 写真家の側面に注目した展覧会の展示図録
- Eakins, Thomas; Henri, Robert; Burroughs, Bryson; Brummer, Joseph (2011). Exhibition of paintings and water colors by Thomas : March 17-April 14, 1923 : at the Galleries of Joseph Brummer, 43 East Fifty-Seventh Street, New York. Documenting the Gilded Age exhibition checklists and pamphlets digital project at Frick Art Reference Library and Brooklyn Museum. Brummer Gallery (New York, N.Y.). OCLC 752929618.  オリジナルの2014-11-20時点におけるアーカイブ。 2019年2月4日閲覧。 1923年に Frick Art Reference Library およびブルックリン美術館で個展「Gilded Age」展が開催された。その出品目録とパンフレットの[ デジタル文書化プロジェクト]によりOCR処理（ブラウンズサミット、ノースカロライナ州) とデジタル変換 (HFグループ) を行った。